# Neuseeländische U20-Eishockeynationalmannschaft
Die neuseeländische U20-Eishockeynationalmannschaft vertritt die New Zealand Ice Hockey Federation in der U20-Junioren-Leistungsstufe bei internationalen Wettbewerben. Sie spielt bei Weltmeisterschaften in der niedrigsten Leistungsstufe, der Division III.
Neuseeland nimmt seit 2004 an der U20-Weltmeisterschaft teil. Das erste Spiel gegen die Türkei am 5. Januar 2004 gewann die Mannschaft mit 3:2, insgesamt schloss man das Turnier jedoch auf dem letzten Platz ab. 2005 konnte man dagegen mit drei Siegen, einem Remis und einer Niederlage den zweiten Platz der Division III und damit den Aufstieg in die Division II erreichen. Dort musste man aber fünf klare Niederlagen mit einem Torverhältnis von 2:64 hinnehmen. 2008 konnte man die Division III mit sechs klaren Siegen bei einer Tordifferenz von 66:15 gewinnen. Der Aufstieg in die Division II wurde jedoch nicht wahrgenommen, vielmehr musste man aus finanziellen Gründen 2009 auf die WM-Teilnahme verzichten. In den folgenden Jahren pendelte man zwischen den Plätzen 2 bis 5 der Division III. 2018 und 2019 beendete man dagegen die Division III jeweils auf dem letzten Platz. 2020 reichte es immerhin zum 6. Platz bei acht Teilnehmern. Rekordspieler, Topscorer, Torschützenkönig und bester Vorbereiter ist Joshua Hay, der in 21 Spielen 35 Punkte (20 Tore und 15 Assists) erzielte.

## Platzierungen bei Weltmeisterschaften
- 2004: 6. Division III (40. insgesamt)
- 2005: 2. Division III (36. insgesamt)
- 2006: 6. Division II, Gr. A (34. insgesamt)
- 2007: 3. Division III (37. insgesamt)
- 2008: 1. Division III (35. insgesamt)
- 2009 aus finanziellen Gründen verzichtet
- 2010: 4. Division III (38. insgesamt)
- 2011: 5. Division III (39. insgesamt)
- 2012: 3. Division III (37. insgesamt)
- 2013: 3. Division III (37. insgesamt)
- 2014: 2. Division III (36. insgesamt)
- 2015: 2. Division III (36. insgesamt)
- 2016: 3. Division III (37. insgesamt)
- 2017: 4. Division III (38. insgesamt)
- 2018: 6. Division III (40. insgesamt)
- 2019: 8. Division III (42. insgesamt)
- 2020: 6. Division III (40. insgesamt)
- 2021 Turnier ausgefallen
- 2022 Keine Teilnahme wegen der COVID-19-Pandemie
- 2023: 5. Division III (39. insgesamt)
- 2024: 2. Division III (36. insgesamt)